# Ostprovinz (Ruanda)
Die Ostprovinz (auf Kinyarwanda Intara y'Iburasirazuba, franz. Province de l' Est, engl. Eastern Province) ist eine Provinz Ruandas. Sie wurde mit der Einführung einer neuen Verwaltungsgliederung am 1. Januar 2006 aus den ehemaligen Provinzen Kibungo und Umutara, dem größten Teil von Kigali Rural und einem Teil von Byumba gebildet. Die Ostprovinz besteht aus den sieben Distrikten Bugesera, Gatsibo, Kayonza, Kirehe, Ngoma, Nyagatare und Rwamagana. Ihre Hauptstadt ist Rwamagana. Laut dem Zensus von 2022 leben in der Provinz 3.563.145 Einwohner.

## Geographie
Weitere Städte sind Nyagatare und Kibungo. Die Ostprovinz grenzt im Norden an Uganda, im Osten an Tansania und im Süden an Burundi.
Das Gelände steigt von Süden nach Norden an. Der Kagera-Nil durchfließt die Provinz und bildet im Osten die Grenze zu Tansania. Die westliche Grenze zur Südprovinz bildet der Fluss Akanyaru.
Folgende Seen befinden sich in der Provinz (von Süden nach Norden):
- in den Mugesera-Rugwero-Sümpfen:

- Bugasera-Seen: Rugwero, Cyohoha Süd, Cyohoha Nord, Kidogo-See, Gashanga-See, Rumira-See, Kilimbi-See, Gaharwa-See
- Gisaka-Seen: Birira-See, Mugesera-See, Sake-See

- im Nasho-Becken: Cyambwe-See, Mpanga-See, Nasho-See
- im Akagera-Nationalpark: Ihema-See, Kivumba-See, Hago-See, Mihindi-See, Rwanyakazinga-See
- im zentralen Hochland: Muhazi-See

## Verwaltungsgliederung

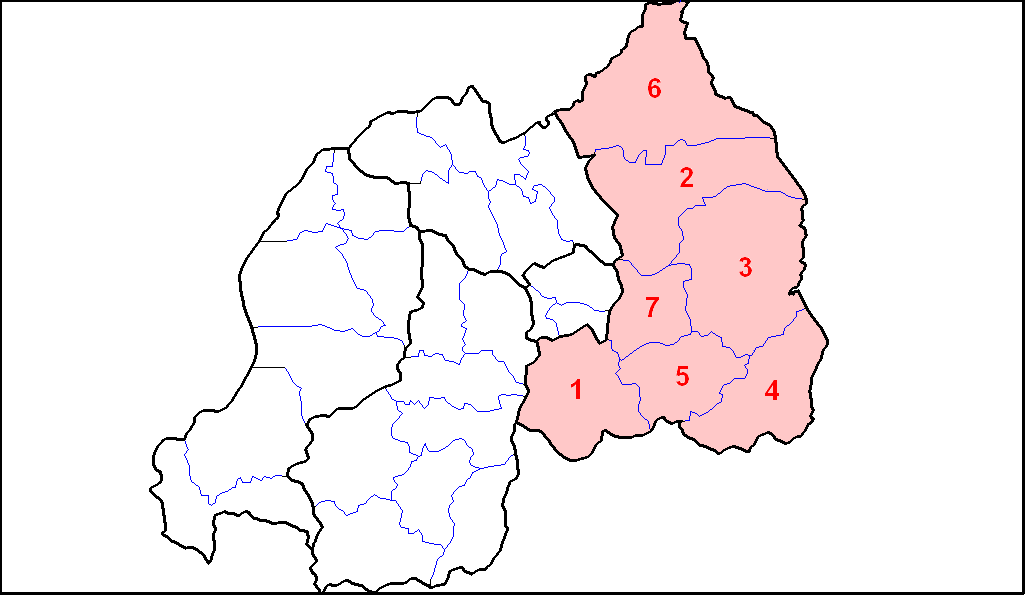
Karte der Distrikte der Ostprovinz:
1. Bugesera
2. Gatsibo
3. Kayonza
4. Kirehe
5. Ngoma
6. Nyagatare
7. Rwamagana

Die Ostprovinz gliedert sich in folgende sieben Distrikte und deren Sektoren:
| Distrikt  | Sektoren | Fläche [km²] |
| --------- | --- | ------------ |
| Bugesera  | Gashora, Juru, Kamabuye, Mareba, Mayange, Musenyi, Mwogo, Ngeruka, Ntarama, Nyamata, Nyarugenge, Rilima, Ruhuha, Rweru, Shyara      | 1.288        |
| Gatsibo   | Gasange, Gatsibo, Gitoki, Kabarore, Kageyo, Kiramuruzi, Kiziguro, Muhura, Murambi, Ngarama, Nyagihanga, Remera, Rugarama, Rwimbogo  | 1.578        |
| Kayonza   | Gahini, Kabare, Kabarondo, Mukarange, Murama, Murundi, Mwiri, Ndego, Nyamirama, Rukara, Ruramira, Rwinkwavu                         | 1.937        |
| Kirehe    | Gahara, Gatore, Kigarama, Kigina, Kirehe, Mahama, Mpanga, Musaza, Mushikiri, Nasho, Nyamugari, Nyarubuye                            | 1.176        |
| Ngoma     | Gashanda, Jarama, Karembo, Kazo, Kibungo, Mugesera, Murama, Mutenderi, Remera, Rukira, Rukumberi, Rurenge, Sake, Zaza               | 874,3        |
| Nyagatare | Gatunda, Kiyombe, Karama, Karangazi, Katabagemu, Matimba, Mimuri, Mukama, Musheri, Nyagatare, Rukomo, Rwempasha, Rwimiyaga, Tabagwe | 1.922        |
| Rwamagana | Fumbwe, Gahengeri, Gishali, Karenge, Kigabiro, Muhazi, Munyaga, Munyiginya, Musha, Muyumbu, Mwulire, Nyakaliro, Nzige, Rubona       | 681,8        |

## Politik
Gouverneure der Ostprovinz waren unter anderem:
- bis 02/2011: Ephraim Kabaija[3]
- 02/2011 – 10/2011: Aisa Kirabo Kacyira[3]

## Wirtschaft

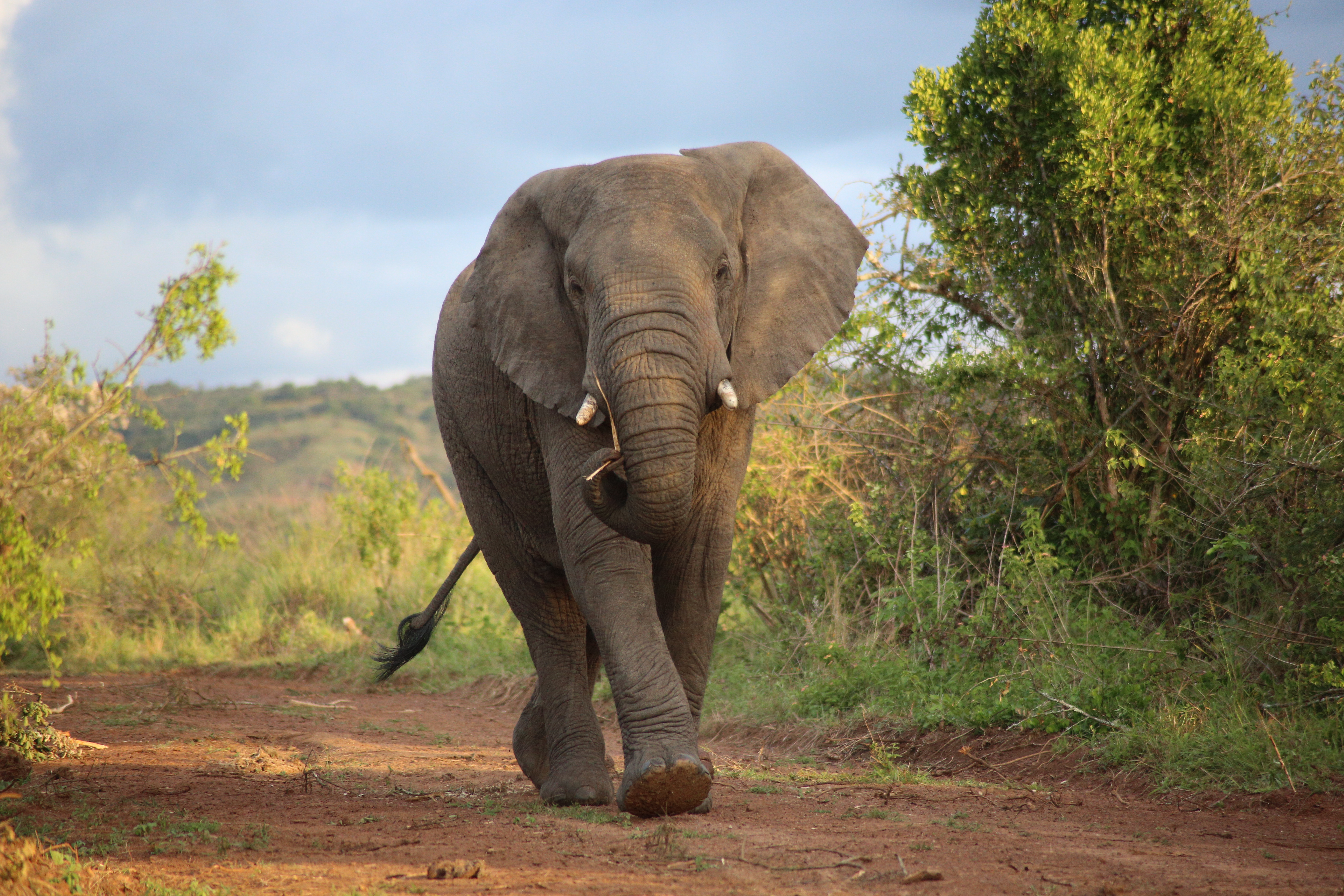
Afrikanischer Elefant im Akagera-Nationalpark

Wichtigster Erwerbszweig der Bevölkerung sind Ackerbau und Viehzucht, von letzterer namentlich die Milchviehhaltung. Die Herstellung verarbeiteter Produkte aus den Landwirtschaftserzeugnissen Kassava und Bananen soll gefördert werden. Größtes Problem der Landwirtschaft in der Provinz sind Trockenperioden, im nördlichen Teil auch Erosion.
Bald sollen alle Distrikte mit Elektrizität versorgt werden. Touristisch attraktiv ist der Kagera-Nationalpark.